# Maceió
Maceió (do tupi "maçayó", "maçaio-k": "o que tapa o alagadiço".) é um município brasileiro, capital do estado de Alagoas, na Região Nordeste do país. Ocupa uma área de 509,320 km², estando distante 2 013 quilômetros de Brasília. É o município mais populoso de Alagoas. Sua população é, de acordo com o Censo demográfico do Instituto Brasileiro de Geografia e Estatística (IBGE), de 957 916 habitantes. Integra, com outros doze municípios alagoanos, a Região Metropolitana de Maceió, totalizando 1.347.703 habitantes em 2024, sendo o mais populoso de Alagoas, o 7⁰ maior do Nordeste e o 25⁰ maior do Brasil.
Faz divisa com cidades como São Luís do Quitunde, Rio Largo, Satuba, Marechal Deodoro, Paripueira entre outras às quais é ligada pelas BR-101, BR-104, BR-316 e AL-101, Maceió é a principal cidade do estado e, atualmente, vive um intenso crescimento econômico e de infraestrutura, sendo uma cidade considerada capital regional A, segundo a hierarquia urbana do Brasil. É o maior produtor brasileiro de sal-gema. Seu setor industrial diversificado é composto de indústrias químicas, açucareiras e de álcool, de cimento e alimentícias. Possui agricultura, pecuária e extração de gás natural e petróleo. Possui o maior produto interno bruto do estado, 27 484 016 310 reais: o 44⁰ maior do Brasil.
As festividades realizadas na cidade anualmente atraem uma enorme quantidade de turistas. Podem ser citados o São João Massayó (antigo Maceió Forró e Folia), Verão Massayó (antigo Maceió Verão) e o extinto evento carnavalesco Maceió Fest, além de suas festas de natal e réveillons como o Réveillon Absoluto, o Réveillon Paradise, Allure e o Réveillon Celebration. Conta com diversas praias, importantes monumentos, museus, como o Mirante da Sereia, o Memorial Gogó da Ema, o Memorial Teotônio Vilela, o Memorial à República, o Museu Palácio Floriano Peixoto, o Museu Théo Brandão, o Teatro Deodoro. Foi desmembrada em 1839 da antiga Vila de Santa Maria Madalena da Alagoa do Sul, atual cidade de Marechal Deodoro. É apelidada carinhosamente de "Caribe Brasileiro", devido a cor das suas praias e belezas naturais.

## Etimologia
O toponimo "maceió" tem origem no termo tupi "maçayó" ou "maçaio-k"; que significa "o que tapa o alagadiço", ou “aquele que tapa o alagadiço”. Onde o termo "maceió" designa uma lagoa temporária e cíclica (lagoeiro) que localiza-se à beira do mar e é influenciado pela maré; foz de um curso de água pequeno que é interrompido temporariamente por uma barra de silicato. O termo pode também ter relação com o riacho Maceió (inicialmente Maçayó), um dos responsáveis pelas "características alagadiças" da região.

## História

### Período pré-colonial e colonial
Por volta do ano 1000, os índios tapuias que habitavam a região da atual cidade de Maceió foram expulsos para o interior do continente por povos tupis procedentes da Amazônia. No século XVI, quando chegaram os primeiros europeus à região, esta era ocupada por um desses povos tupis: o dos caetés.
No século XVII, início da colonização portuguesa, navios portugueses atracavam onde hoje se localiza o porto do bairro do Jaraguá, local em que eram carregadas madeiras das florestas litorâneas. O porto também serviu, mais tarde, para o embarque de açúcar produzido pelos engenhos locais. Antes de sua fundação em 1609, Manoel Antônio Duro morou onde hoje é o bairro de Pajuçara, recebendo, do alcaide-mor de Santa Maria Madalena, Diego Soares, uma sesmaria.
Em 1673, as terras mudaram de dono. O rei de Portugal determinou ao Visconde de Barbacena a construção de um forte no bairro do Jaraguá. Com isso, houve um grande desenvolvimento na região e o pequeno povoado recebeu uma pequena capela dedicada a Nossa Senhora dos Prazeres, hoje padroeira da cidade.

### Século XIX
A vila de Maceió foi desmembrada no dia 5 de dezembro de 1815 da então Vila de Santa Maria Madalena da Alagoa do Sul, ou simplesmente Vila de Alagoas, atual cidade de Marechal Deodoro. Em 9 de dezembro de 1839, deu-se a elevação à condição de cidade, principalmente por causa do desenvolvimento advindo da operação do porto de Jaraguá, um porto natural que facilitava o atracamento de embarcações, por onde eram exportados açúcar, tabaco, coco e especiarias. Em 16 de dezembro de 1839, é inaugurado o município de Maceió, sendo seu primeiro intendente Augustinho da Silva Neves.
Com a emancipação política de Alagoas, em 1817, o novo governador da capitania, Sebastião Francisco de Melo e Póvoas, iniciou a transferência da capital para a cidade de Maceió, mas houve resistência dos homens da câmara e homens públicos. Após a vila ser agraciada com o simbólico ato de transferência do baú do Tesouro da Província, cuja iniciativa partiu do ouvidor Batalha, dado o contínuo processo de desenvolvimento do local, Maceió veio a se tornar a capital da Província das Alagoas, especificamente em 9 de dezembro de 1839, mediante a edição da Resolução Legislativa nº 11. No dia 16 de dezembro de 1839, expedições militares dos estados de Pernambuco e Bahia foram para Maceió para garantir a ordem e para a transferência do governo para a cidade.
Mas, com a mudança da capital, Maceió foi invadida no dia 4 de outubro de 1844 por tropas guerrilheiras comandadas por José Thomaz da Costa, pelo padre Calheiros e pelo advogado Lúcio, da Vila do Norte. Sousa Franco, então presidente da província, contra-atacou com tropas da nova capital. No dia 5 de outubro de 1844, outras tropas atacaram a capital. As tropas guerrilheiras invadiram as ruas da cidade e fizeram exigências ao presidente, que não aceitou as reivindicações. O contra-ataque fez com que as tropas invasoras recuassem. O recuo das tropas cabanas fez com que Vicente de Paula assumisse o comando das tropas cabanas. Novos contingentes de cabanos voltaram a atacar Maceió no dia 21 de outubro de 1844 às 7:00. As tropas invadiram o consulado britânico e prendem o vice-cônsul Diogo Burnett. O ataque teve repercussão até na capital do império. O escândalo da invasão do consulado fez com que o major Sérgio Tertuliano viesse de Pernambuco para reforçar as defesas de Maceió. Um relatório do major sobre o conflito foi feito. Ele mostrou o pânico da população e o bloqueio das entradas da cidade. Um novo contra-ataque fez com que as tropas cabanas fossem derrotadas e que os principais líderes cabanos fossem mortos.

### Século XX

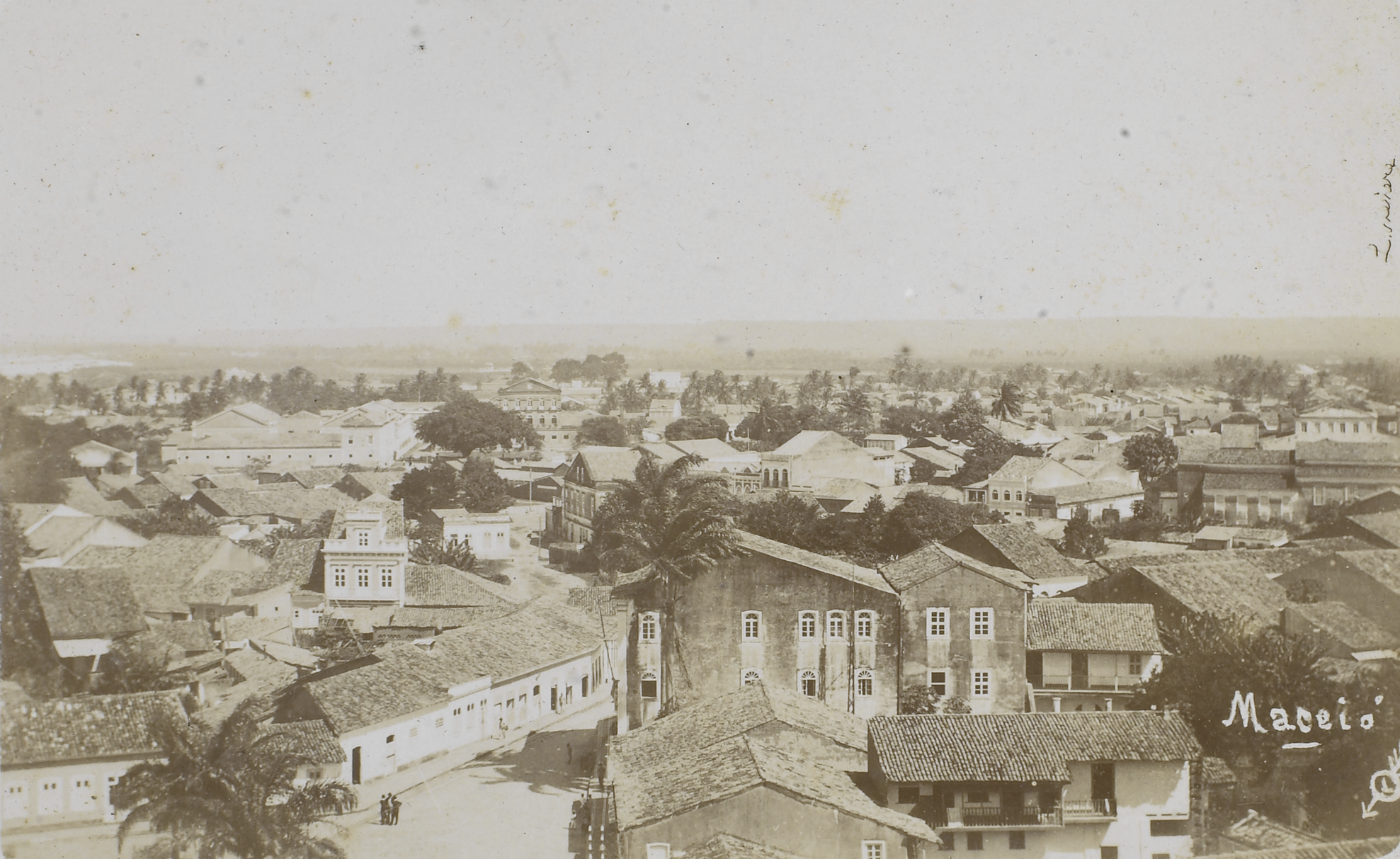
Vista de Maceió em 1905. Arquivo Nacional.

Ocorreu no dia 1 de fevereiro de 1912 a Quebra de Xangô, que também possui outros nomes, como "Dia do Quebra" e "Quebra-quebra". Muitos historiadores e estudiosos preferem chamá-la de "Quebra de 1912". Consistiu na destruição de todas as casas de culto afro-brasileiro existentes na capital. As referências historiográficas sobre o fato estão nos artigos publicados na seção "Bruxaria", de Oséas Rosas, no já extinto Jornal de Alagoas. Terreiros foram invadidos e objetos sagrados foram retirados e queimados em praça pública; pais e mães de santo foram espancados publicamente.
Não se sabe ao certo o número de terreiros destruídos, pessoas assassinadas ou os responsáveis pelo fato. O movimento foi insuflado pela Liga dos Republicanos Combatentes, que era uma entidade civil que cometia atos ilegais, como invasão a casas oficiais, tiroteios, intimidações.
Na década de 1930, a cidade chamou a atenção pelo grande movimento literário, com a participação de José Lins do Rego, Raquel de Queirós, Graciliano Ramos entre outros.
Depois disso, Maceió consolidou seu desenvolvimento administrativo e político, iniciando uma nova fase no comércio e a industrialização.
Na década de 1950, foi construído, na praia da Pajuçara, o Iate Clube Pajussara, um clube de recreio e de treinamentos náuticos. Um dos sócios-fundadores deste clube foi um dos mais renomados professores do estado, Odorico Maciel. Nele, os alagoanos faziam bailes de formatura, bailes carnavalescos e diversas festas e encontros da elite alagoana.
O fato estava ligado a um momento em que a oposição, liderada por Fernandes Lima, tenta derrubar, do poder, a estabelecida e consolidada oligarquia Malta.
Em 17 de julho de 1997, milhares de servidores públicos protestaram contra a desvalorização dos trabalhadores ao então governador Divaldo Suruagy. Eles reivindicavam melhoria nas condições de trabalho nas repartições públicas e o pagamento do salário atrasado. Desesperados, muitos servidores cometeram suicídio depois de seis meses sem receber salário. Militares e civis se uniram em um combate armado nas proximidades da Assembleia Legislativa de Alagoas, que estava protegida pelas tropas do Exército. Houve quebra-quebra nas ruas e, finalmente, aconteceu a queda do governador Suruagy; o fato ficou conhecido como "A queda de Suruagy".

## Geografia

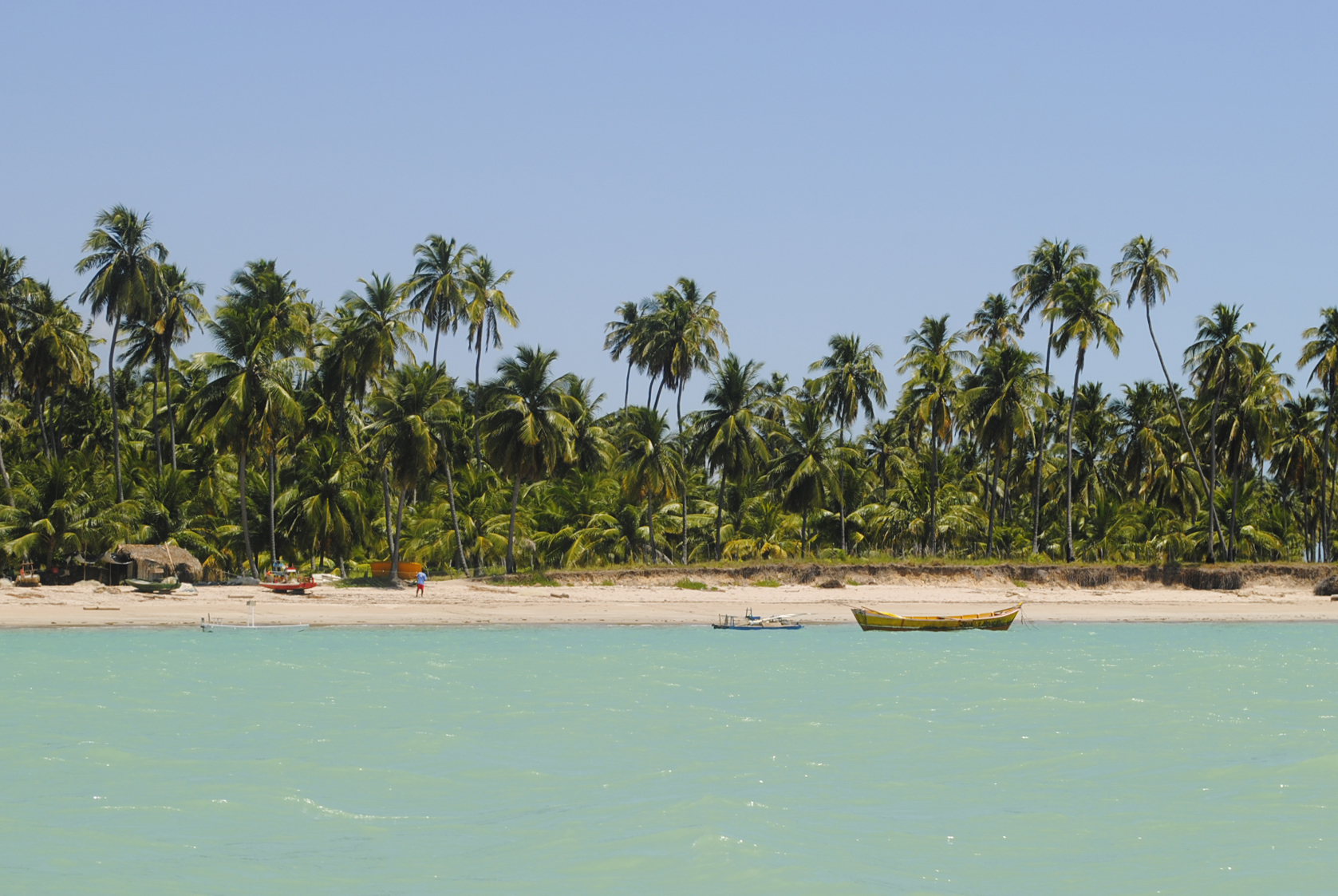
Praia de Ipioca, uma das mais conhecidas da cidade.

De acordo com a divisão regional vigente desde 2017, instituída pelo IBGE, o município pertence às Regiões Geográficas Intermediária e Imediata de Maceió. Até então, com a vigência das divisões em microrregiões e mesorregiões, fazia parte da microrregião de Maceió, que por sua vez estava incluída na mesorregião do Leste Alagoano.
O município de Maceió estende-se entre os paralelos 09°21’31” e 09°42’49” de latitude sul e os meridianos 35°33’56” e 35°38’36” de longitude oeste, ocupando uma área de aproximadamente 511 km², o que corresponde a 1,76% do território alagoano. Capital do estado de Alagoas, Maceió limita-se: ao norte com os municípios de Paripueira, Barra de Santo Antônio, São Luís do Quitunde, Flexeiras e Messias; ao sul, com o município de Marechal Deodoro e Oceano Atlântico; a oeste faz fronteira com Rio Largo, Satuba, Santa Luzia do Norte e Coqueiro Seco; a leste, com o Oceano Atlântico.
Os cursos d'água que drenam o município apresentam-se perenes, com direcionamento consequente de extensão aproximada de 12 quilômetros. Suas principais cabeceiras localizam-se na serra da Saudinha (rios Meirim, Saúde e Prataji), nos tabuleiros (riachos Reginaldo, Jacarecica, Doce e o rio Sauaçuí), alguns próximos à área urbana do município, nas proximidades dos conjuntos residenciais Henrique Equelman, Moacir Andrade e do Parque Residencial Benedito Bentes I e II.
Maceió possui um arquipélago formado por nove ilhas, sendo elas: Irineu, Almirante, Bora Bora, Fogo, Um Coqueiro Só, Santa Rita, Santa Marta, Cabras e Andorinhas. Essas ilhas foram formadas por sedimentos deixados pelo Rio Mundaú e Rio Paraíba do Meio e que se acumularam, formando o arquipélago.

### Meio ambiente

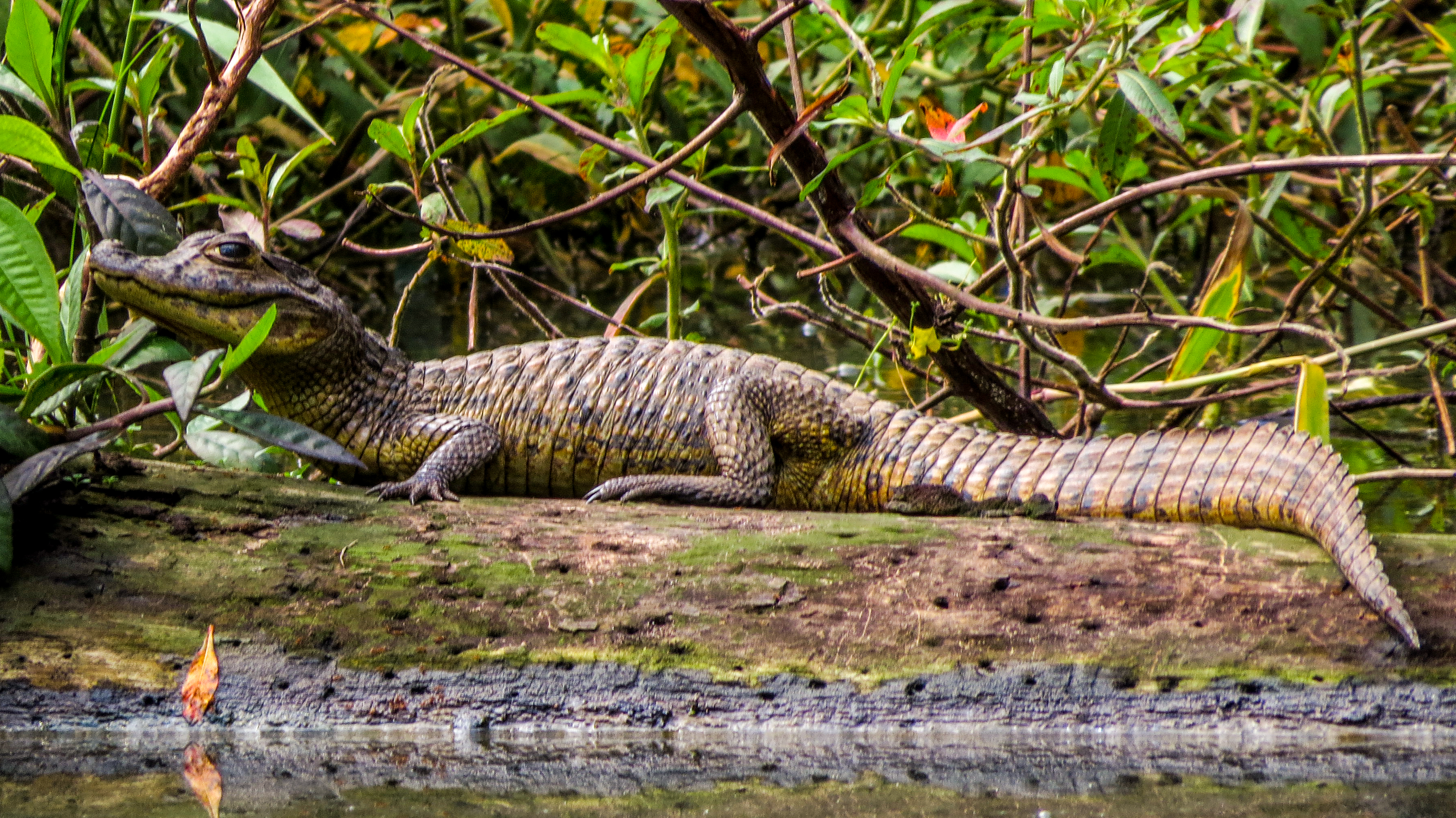
Jacaré de papo amarelo no Parque Municipal de Maceió

Maceió é uma cidade relativamente arborizada, possuindo áreas com muitas e com poucas árvores. O Parque Municipal de Maceió, uma reserva florestal entre os bairros do Bebedouro, Tabuleiro do Martins e Petrópolis com cerca de 82 hectares de área dentro da cidade. Lá, várias espécies de árvores e animais da mata atlântica podem ser encontrados. Existem vários outros parques florestais espalhados por toda a cidade, como o Cinturão Verde no Pontal da Barra e a Reserva florestal do Instituto Brasileiro do Meio Ambiente e dos Recursos Naturais Renováveis no bairro da Gruta de Lourdes.
Já com relação às piscinas naturais, há algum tempo atrás, havia muito lixo gerado pelos barcos-restaurantes, que serviam comida nas piscinas naturais. Denúncias anônimas diziam que os funcionários jogavam o lixo diretamente no mar, além do óleo da fritura utilizado. Os banhistas também contribuíam, pois jogavam seu lixo no mar também. Era muito comum achar sacolas plásticas e latas de cerveja na água. Mas, depois dessas denúncias, os governos municipal e estadual proibiram os barcos-restaurantes e declararam que um banhista flagrado jogando lixo no mar seria multado por crime contra o meio ambiente. Nas piscinas naturais maceioenses, vivem vários tipos de peixes, esponjas e crustáceos. Também já foram encontrados moluscos, mas é muito raro encontrá-los por causa da poluição.

### Clima
| Maiores acumulados de precipitação em 24 horas registrados em Maceió por meses (INMET, 1931-presente) | Maiores acumulados de precipitação em 24 horas registrados em Maceió por meses (INMET, 1931-presente) | Maiores acumulados de precipitação em 24 horas registrados em Maceió por meses (INMET, 1931-presente) | Maiores acumulados de precipitação em 24 horas registrados em Maceió por meses (INMET, 1931-presente) | Maiores acumulados de precipitação em 24 horas registrados em Maceió por meses (INMET, 1931-presente) | Maiores acumulados de precipitação em 24 horas registrados em Maceió por meses (INMET, 1931-presente) |
| Mês                                                                                                   | Acumulado                                                                                             | Data                                                                                                  | Mês                                                                                                   | Acumulado                                                                                             | Data                                                                                                  |
| --- | --- | --- | --- | --- | --- |
| Janeiro                                                                                               | 100,1 mm                                                                                              | 31/01/1966                                                                                            | Julho                                                                                                 | 185,6 mm                                                                                              | 12/07/1989                                                                                            |
| Fevereiro                                                                                             | 152,2 mm                                                                                              | 20/02/1985                                                                                            | Agosto                                                                                                | 141,5 mm                                                                                              | 01/08/2000                                                                                            |
| Março                                                                                                 | 148,8 mm                                                                                              | 02/03/2009                                                                                            | Setembro                                                                                              | 127,3 mm                                                                                              | 07/09/1944                                                                                            |
| Abril                                                                                                 | 199 mm                                                                                                | 28/04/1979                                                                                            | Outubro                                                                                               | 97,4 mm                                                                                               | 13/10/2013                                                                                            |
| Maio                                                                                                  | 316,3 mm                                                                                              | 19/05/1949                                                                                            | Novembro                                                                                              | 140,4 mm                                                                                              | 22/11/1986                                                                                            |
| Junho                                                                                                 | 187,8 mm                                                                                              | 05/06/2010                                                                                            | Dezembro                                                                                              | 89,2 mm                                                                                               | 25/12/1989                                                                                            |

Maceió apresenta clima quente e úmido, que, segundo a classificação climática de Köppen, corresponde ao tipo As', caracterizando-se por apresentar-se sem grandes diferenciações térmicas, e precipitação concentrada no outono e inverno, especialmente entre abril e agosto, sendo maio e junho os meses de maior precipitação.
As temperaturas médias mensais oscilam em torno de 25 °C. A máxima mensal atinge 29 °C e a mínima 22 °C. A umidade relativa do ar é, em média, de 78%. No verão, a máxima atinge 31 °C, e as mínimas de 22 °C. No inverno, a máxima é de 28 °C, tendo alguns dias onde a temperatura não passa dos 25 °C. Já a mínima é de 21 °C, também com dias em que pode chegar a 18 °C na madrugada.
Segundo dados do Instituto Nacional de Meteorologia (INMET), desde 1931 a temperatura mínima absoluta registrada em Maceió foi de 15 °C em 2005, nos dias 31 de julho e 10 de agosto, e a maior atingiu 36,3 °C em 26 de novembro de 2015 e 4 de janeiro de 2016. O recorde de precipitação em 24 horas é de 316,3 mm em 19 de maio de 1949, seguido por 187,8 mm em 5 de junho de 2010, 185,6 mm em 12 de julho de 1989, 184 mm em 26 de abril de 1982, 180,7 mm em 1º de junho de 2004, 173 mm nos dias 30 de maio de 2016 e 27 de maio de 2017, 155,4 mm em 22 de abril de 2018, 155,2 mm em 27 de maio de 2009, 152,2 mm em 20 de fevereiro de 1985 e 151,7 mm em 24 de junho de 1948.
| Dados climatológicos para Maceió                                                                                  | Dados climatológicos para Maceió | Dados climatológicos para Maceió | Dados climatológicos para Maceió | Dados climatológicos para Maceió | Dados climatológicos para Maceió | Dados climatológicos para Maceió | Dados climatológicos para Maceió | Dados climatológicos para Maceió | Dados climatológicos para Maceió | Dados climatológicos para Maceió | Dados climatológicos para Maceió | Dados climatológicos para Maceió | Dados climatológicos para Maceió |
| Mês | Jan                              | Fev                              | Mar                              | Abr                              | Mai                              | Jun                              | Jul                              | Ago                              | Set                              | Out                              | Nov                              | Dez                              | Ano                              |
| --- | -------------------------------- | -------------------------------- | -------------------------------- | -------------------------------- | -------------------------------- | -------------------------------- | -------------------------------- | -------------------------------- | -------------------------------- | -------------------------------- | -------------------------------- | -------------------------------- | -------------------------------- |
| Temperatura máxima recorde (°C)                                                                                   | 36,3                             | 35                               | 36,2                             | 36,2                             | 34,4                             | 32,2                             | 31,2                             | 32,3                             | 33,4                             | 35,5                             | 36,3                             | 35,4                             | 36,3                             |
| Temperatura máxima média (°C)                                                                                     | 31                               | 31,4                             | 31,5                             | 30,6                             | 29,5                             | 28,3                             | 27,6                             | 27,6                             | 28,4                             | 29,9                             | 30,8                             | 31,2                             | 29,8                             |
| Temperatura média compensada (°C)                                                                                 | 26                               | 26,2                             | 26,5                             | 26                               | 25,1                             | 24,1                             | 23,5                             | 23,5                             | 24,1                             | 25,1                             | 25,6                             | 26                               | 25,1                             |
| Temperatura mínima média (°C)                                                                                     | 21,4                             | 21,8                             | 22,1                             | 21,8                             | 21,2                             | 20,3                             | 19,7                             | 19,7                             | 19,9                             | 20,3                             | 21,9                             | 21,2                             | 20,9                             |
| Temperatura mínima recorde (°C)                                                                                   | 17,9                             | 17,8                             | 16,4                             | 17,8                             | 17                               | 16                               | 15                               | 15                               | 15,8                             | 17                               | 17,4                             | 17,9                             | 15                               |
| Precipitação (mm)                                                                                                 | 91,2                             | 80,2                             | 101,3                            | 194,3                            | 294,7                            | 322,8                            | 270,9                            | 191,5                            | 109,2                            | 70,2                             | 45,1                             | 36,7                             | 1 808,1                          |
| Umidade relativa compensada (%)                                                                                   | 75,9                             | 74,2                             | 74,9                             | 77,8                             | 81,1                             | 82,6                             | 82,8                             | 81,9                             | 78,7                             | 76,1                             | 74,1                             | 73,9                             | 77,8                             |
| Insolação (h) | 241,4                            | 218,6                            | 209,6                            | 202,5                            | 198,5                            | 162,8                            | 169,2                            | 180,6                            | 190,2                            | 220,4                            | 247,9                            | 257,5                            | 2 499,2                          |
| Fonte: INMET (normal climatológica de 1981-2010; precipitação: 1991-2020; recordes de temperatura: 1931-presente) |                                  |                                  |                                  |                                  |                                  |                                  |                                  |                                  |                                  |                                  |                                  |                                  |                                  |

## Demografia
No censo demográfico de 2022 feito pelo Instituto Brasileiro de Geografia e Estatística (IBGE), a população do município era de 957 916 habitantes, apresentando uma densidade populacional de 1 880,77 hab./km².
Segundo o World Gazetteer, Maceió ocupa a posição número 400º entre as cidades mais populosas do mundo. As taxas de incremento médio anual da população foram de 2,70 por cento (2000-2006) e 2,45 por cento (1991-2000) na cidade, 2,60 por cento (2000-2006) e 2,38 por cento (1991-2000) na região metropolitana - o que indica, de modo geral, uma queda na taxa de crescimento dos demais municípios.
De acordo com dados de 2010, o Índice de Desenvolvimento Humano Municipal da cidade de Maceió é de 0,721 (alto), enquanto o do Brasil é de 0,727; o índice da educação é de 0,635 (médio), já o do Brasil é 0,637; o índice da longevidade é de 0,799 (o brasileiro é 0,816); e o de renda é de 0,739 (assim como o do Brasil). A renda per capita anual é de 9 510,48 reais. O coeficiente de Gini do município, que mede a desigualdade social, é de 0,68 (2000), sendo que 1,00 é o pior número e 0,00 é o melhor. A incidência da pobreza, medida pelo Instituto Brasileiro de Geografia e Estatística, é de 38,8. Segundo o censo de 2000, a taxa de urbanização da cidade de Maceió é de 99,75 por cento, o uso de energia elétrica é de 99,7 por cento, água encanada 90,7 por cento e coleta de lixo cerca de 93,6 por cento. A taxa de analfabetismo teve uma queda: de 24,3 por cento em 1991, passou para 18,8 por cento em 2000. A esperança de vida subiu de 63,0 por cento em 1991 para 65,0 por cento na virada do século.

### Religião
| Religião em Maceió (2009) | Religião em Maceió (2009) | Religião em Maceió (2009) | Religião em Maceió (2009) | Religião em Maceió (2009) |
| ------------------------- | ------------------------- | ------------------------- | ------------------------- | ------------------------- |
|                           |                           |                           |                           |                           |
| Catolicismo romano        | Catolicismo romano        |                           | 63,92%                    | 63,92%                    |
| Pentecostais              | Pentecostais              |                           | 11,84%                    | 11,84%                    |
| Sem religião              | Sem religião              |                           | 11,31%                    | 11,31%                    |
| Evangélicas               | Evangélicas               |                           | 7,27%                     | 7,27%                     |
| Outras                    | Outras                    |                           | 4,47%                     | 4,47%                     |
| Afro-brasileira           | Afro-brasileira           |                           | 0,08%                     | 0,08%                     |
| Orientais                 | Orientais                 |                           | 0,05%                     | 0,05%                     |

Há uma grande variedade de cultos: budistas, espíritas e muitas denominações cristãs divididas entre protestantes, evangélicos e católicos, além de testemunhas de Jeová, Mórmons e Adventistas. Não obstante a diversidade de credos, há predomínio do catolicismo. De acordo com os dados do Novo Mapa das Religiões, feito pela Fundação Getúlio Vargas com dados de 2009 da Pesquisa de Orçamento Familiar do Instituto Brasileiro de Geografia e Estatística, 63,92 por cento da população de Maceió se identifica como católica; 11,84 por cento como evangélicos pentecostais; 7,27 por cento outras denominações evangélicas; sem religião (podendo ser ateus, agnósticos, deístas) 11,31 por cento; espíritas 0,95 por cento; afro-brasileiras 0,08 por cento; orientais ou asiáticas 0,05 por cento; outras 4,47 por cento.
Segundo o censo brasileiro de 2022, a composição religiosa da cidade era de 51,94% católicos, 29,88% evangélicos ou protestantes, 1,51% espíritas, 0,74% umbandistas ou candomblecistas, 0,02% religião tradicional, 3,46% outra religião, 12,27% irreligiosos, 0,04% desconhecidos e 0,15% não declarados.

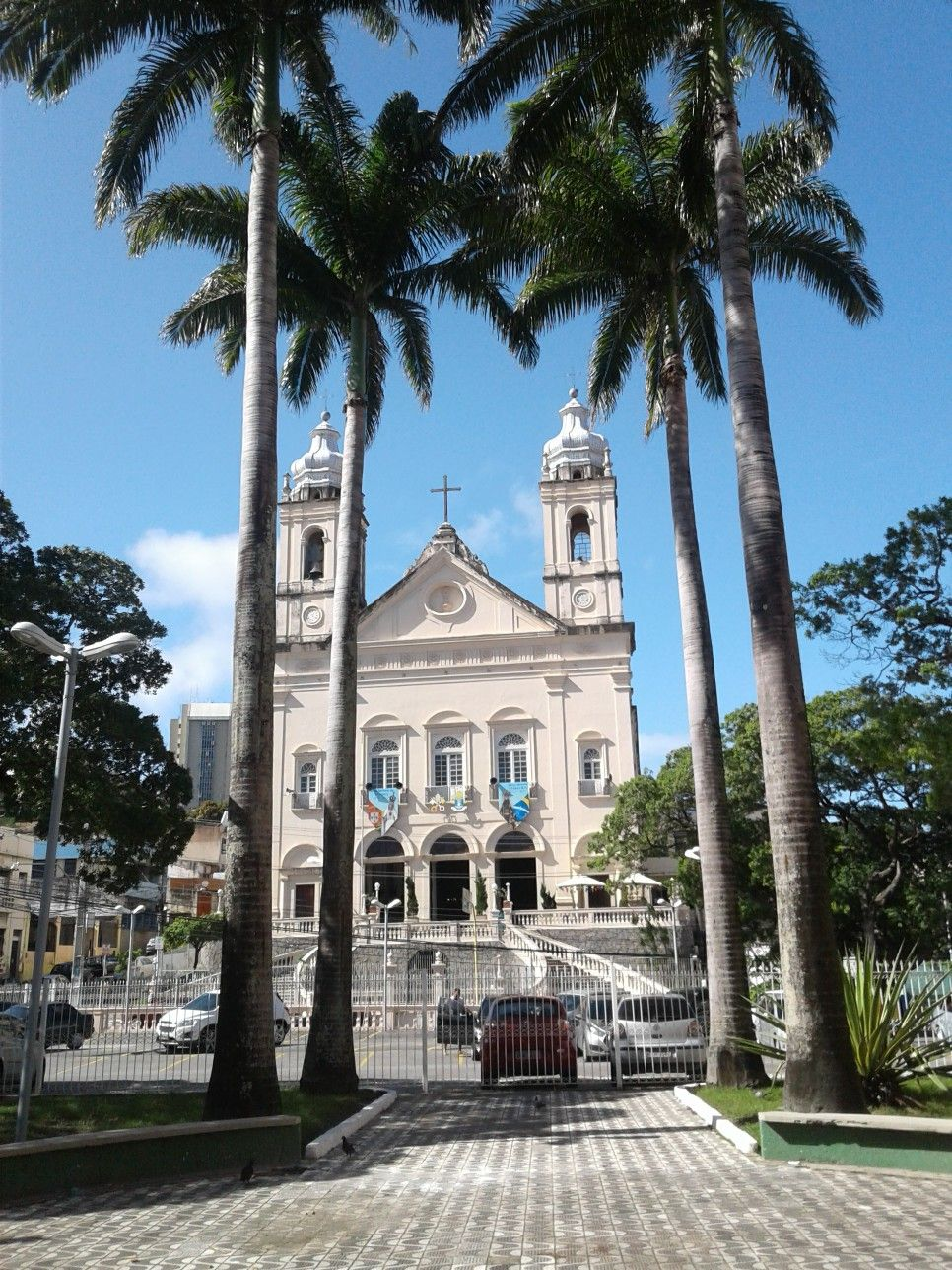
Catedral Metropolitana de Maceió.

A Igreja Católica possui diversas igrejas na cidade, sendo as principais a Catedral Metropolitana de Maceió, a Igreja de Nossa Senhora do Ó em Ipioca, a segunda mais antiga de Alagoas, a Igreja de Nossa Senhora dos Rosários Pretos, a Igreja de São Gonçalo do Amarante, a Igreja de Nossa Senhora do Livramento, a Igreja do Nosso Senhor Bom Jesus dos Martírios, a Igreja de Nossa Senhora Mãe do Povo, a Paróquia Nossa Senhora de Lourdes, a Paróquia de São Paulo Apóstolo, Paróquia Nossa Senhora das Dores e a Paróquia Universitária de Santa Teresinha, doutora da Igreja.
A cidade possui os mais diversos credos protestantes ou reformados. Entre elas estão: Igreja Evangélica Assembleia de Deus, Igreja Adventista do Sétimo Dia, Igreja Mundial do Poder de Deus, Igreja Universal do Reino de Deus, Comunidade Evangélica Sara Nossa Terra, Igreja Cristã Maranata, Igrejas Batistas, Igreja Assembleia de Deus, Igreja Adventista do Sétimo Dia, Igreja Mundial do Poder de Deus, entre outras. Na cidade existem também cristãos de várias outras denominações, tais como as Testemunhas de Jeová e os membros de A Igreja de Jesus Cristo dos Santos dos Últimos Dias (também conhecida como Igreja Mórmon) e espíritas. Igrejas e templos não cristãos também se destacam em Maceió, como: Seicho-no-ie, terreiros, cultos xintoístas, budistas, entre outros.

### Região metropolitana

Mapa da Região Metropolitana de Maceió

A Região Metropolitana de Maceió foi criada pela Lei Complementar Estadual nº 18 de 19 de novembro de 1998, compreendendo os municípios de Maceió, Rio Largo, Marechal Deodoro, Pilar, Barra de São Miguel, Barra de Santo Antônio, Messias, Satuba, Coqueiro Seco, Santa Luzia do Norte e Paripueira, que, juntos, possuem uma população de 1 156 278 habitantes segundo o censo do Instituto Brasileiro de Geografia e Estatística de 2010.
Sua área de influência inclui todo o território de Alagoas, o norte de Sergipe e partes do sul de Pernambuco. Atualmente, a maior dificuldade das autoridades é integrar o transporte público na região metropolitana, seja por meio lacustre, rodoviário e/ou ferroviário. Em 2010, a RM de Maceió possuía um grau de urbanização de 97,8% e cerca de 37% da população estadual residia na RM. A população do município-núcleo da RM, Maceió, correspondia, em 2010, a 80,6% da população metropolitana. A taxa de crescimento da população da RM de Maceió, entre 2000 e 2010, foi de 1,57% ao ano.

### Criminalidade
Maceió registrou uma redução de 37,7% de homicídios em 2018 em comparação com o mesmo período do ano passado. Com relação aos roubos de coletivos, Maceió fechou o ano com 13 ocorrências. Uma redução de 68,3% se comparado com o mesmo período de 2018, que registrou 41 assaltos. A capital de Alagoas registrou em 2015 a segunda maior redução de "Crimes Violentos Letais por 100 mil habitantes". Com esse resultado, Maceió sai do 2º para o 8º lugar no ranking das capitais mais violentas do Brasil. De acordo com estudos, Maceió é a capital brasileira com maior média de adolescentes assassinados no Brasil, segundo dados do Índice de Homicídios na Adolescência. Na capital, 6,03 jovens morrem em cada mil adolescentes entre 12 e 18 anos.
Maceió, nos últimos anos, vem investindo na segurança. Em 2011, o Comando da Polícia Militar apresentou oficialmente o helicóptero que irá fazer o patrulhamento aéreo da cidade. Diariamente dará suporte na segurança a corredores bancários, periferia e supervisão da orla marítima entre a Barra de São Miguel no litoral sul e a Barra de Santo Antônio no litoral norte, local chamado de corredor Barra a Barra. Fabricado nos Estados Unidos, o helicóptero foi alugado pelo Estado à empresa Fly One. A partir de 2019 a cidade passou a ser monitorada por câmeras de vigilância instaladas em áreas de grande movimento.

## Política
Em Maceió, o Poder Executivo é representado pelo prefeito e gabinete de secretários, em conformidade ao modelo proposto pela Constituição Federal. A Lei Orgânica do Município e o atual Plano Diretor, porém, preceituam que a administração pública deve conferir à população ferramentas efetivas ao exercício da democracia participativa.
O Poder Legislativo é constituído pela câmara municipal, que é composta por 31 vereadores eleitos para mandatos de quatro anos (em observância ao disposto no artigo 29 da Constituição, que disciplina um número mínimo de 42 e máximo de 55 para municípios com mais de cinco milhões de habitantes). Cabe, à casa, elaborar e votar leis fundamentais à administração e ao Executivo, especialmente o orçamento participativo (Lei de Diretrizes Orçamentárias). Conquanto seja o poder de veto assegurado ao prefeito, o processo de votação das leis que se lhe opõem costuma gerar conflitos entre Executivo e Legislativo.
Até o início de 2007, a Prefeitura Municipal de Maceió funcionou à Rua Melo Moraes, no bairro do Centro, num prédio em estilo neoclássico construído em 1919 na administração do prefeito Leôncio Correa de Oliveira. Atualmente, a prefeitura está localizada na Rua Sá e Albuquerque, no tradicional bairro de Jaraguá, onde também atuam os órgãos e secretarias ligadas diretamente ao gabinete. A Câmara de Vereadores também mudou de local em 2018, passando a ficar na Rua Sá e Albuquerque, num prédio alugado por R$ 55 mil por mês.

### Relações internacionais
Em 13 de maio de 2009, as cidades de Maceió e Gwangju, na Coreia do Sul, assinaram o "Tratado de Cidades Amigas", visando à troca de conhecimento técnico nas áreas de esporte, turismo, educação, cultura, artes e gastronomia. O secretário-adjunto da Secretaria Municipal de Esporte e Lazer, Luciano Cabral, foi homenageado como Cidadão Honorário da cidade de Gwangju, na Coreia do Sul.
Maceió possui as seguintes cidades-irmãs:
- Gwangju, na Coreia do Sul (2009)[49]
- João Pessoa, no Brasil (2010)
- Aracaju, no Brasil (2010)
- Recife, no Brasil (2010)
- Lucca, na Itália (2011)

## Subdivisões
Maceió é um município, constituído de cinquenta bairros e oito regiões administrativas. Os cinquenta bairros estão definidos pela Lei municipal 4.952, de 2000.
| Nº | Bairro            | RA   | Território (km²) | Nº | Bairro               | RA   | Território (km²) |
| -- | ----------------- | ---- | ---------------- | -- | -------------------- | ---- | ---------------- |
| 1  | Poço              | RA-1 | 1.867            | 26 | Santa Amélia         | RA-4 | n/d              |
| 2  | Jatiúca           | RA-1 | 2,9              | 27 | Bebedouro            | RA-4 | 2,2              |
| 3  | Jaraguá           | RA-1 | 1,3              | 28 | Fernão Velho         | RA-4 | 2.664            |
| 4  | Mangabeiras       | RA-1 | 807              | 29 | Chã de Bebedouro     | RA-4 | 0,71             |
| 5  | Ponta da Terra    | RA-1 | 424              | 30 | Rio Novo             | RA-4 | 2,753            |
| 6  | Pajuçara          | RA-1 | 656              | 31 | Petrópolis           | RA-4 | n/d              |
| 7  | Ponta Verde       | RA-1 | 1.375            | 32 | Jacintinho           | RA-5 | 3.672            |
| 8  | Centro            | RA-2 | 1.586            | 33 | Barro Duro           | RA-5 | 2,4              |
| 9  | Vergel do Lago    | RA-2 | n/d              | 34 | Serraria             | RA-5 | n/d              |
| 10 | Trapiche da Barra | RA-2 | n/d              | 35 | São Jorge            | RA-5 | n/d              |
| 11 | Ponta Grossa      | RA-2 | 1.283            | 36 | Feitosa              | RA-5 | 2.605            |
| 12 | Prado             | RA-2 | 1,49             | 37 | Benedito Bentes      | RA-6 | 24.624           |
| 13 | Levada            | RA-2 | 875              | 38 | Antares              | RA-6 | 6,0              |
| 14 | Pontal da Barra   | RA-2 | n/d              | 39 | Santos Dumont        | RA-7 | 7,08             |
| 15 | Farol             | RA-3 | 3.008            | 40 | Cidade Universitária | RA-7 | 20.383           |
| 16 | Canaã             | RA-3 | n/d              | 41 | Santa Lúcia          | RA-7 | 4.025            |
| 17 | Pitanguinha       | RA-3 | 1.013            | 42 | Tabuleiro do Martins | RA-7 | 8,5              |
| 18 | Santo Amaro       | RA-3 | 0.259            | 43 | Clima Bom            | RA-7 | 4,6              |
| 19 | Pinheiro          | RA-3 | 1.965            | 44 | Cruz das Almas       | RA-8 | 2.244            |
| 20 | Jardim Petrópolis | RA-3 | n/d              | 45 | Pescaria             | RA-8 | 3.930            |
| 21 | Gruta de Lourdes  | RA-3 | 3.199            | 46 | Jacarecica           | RA-8 | 3.237            |
| 22 | Ouro Preto        | RA-3 | n/d              | 47 | Ipioca               | RA-8 | 20.048           |
| 23 | Bom Parto         | RA-4 | 557              | 48 | Guaxuma              | RA-8 | 4.915            |
| 24 | Chã da Jaqueira   | RA-4 | 1.290            | 49 | Garça Torta          | RA-8 | 1,95             |
| 25 | Mutange           | RA-4 | 0,54             | 50 | Riacho Doce          | RA-8 | n/d              |

## Economia

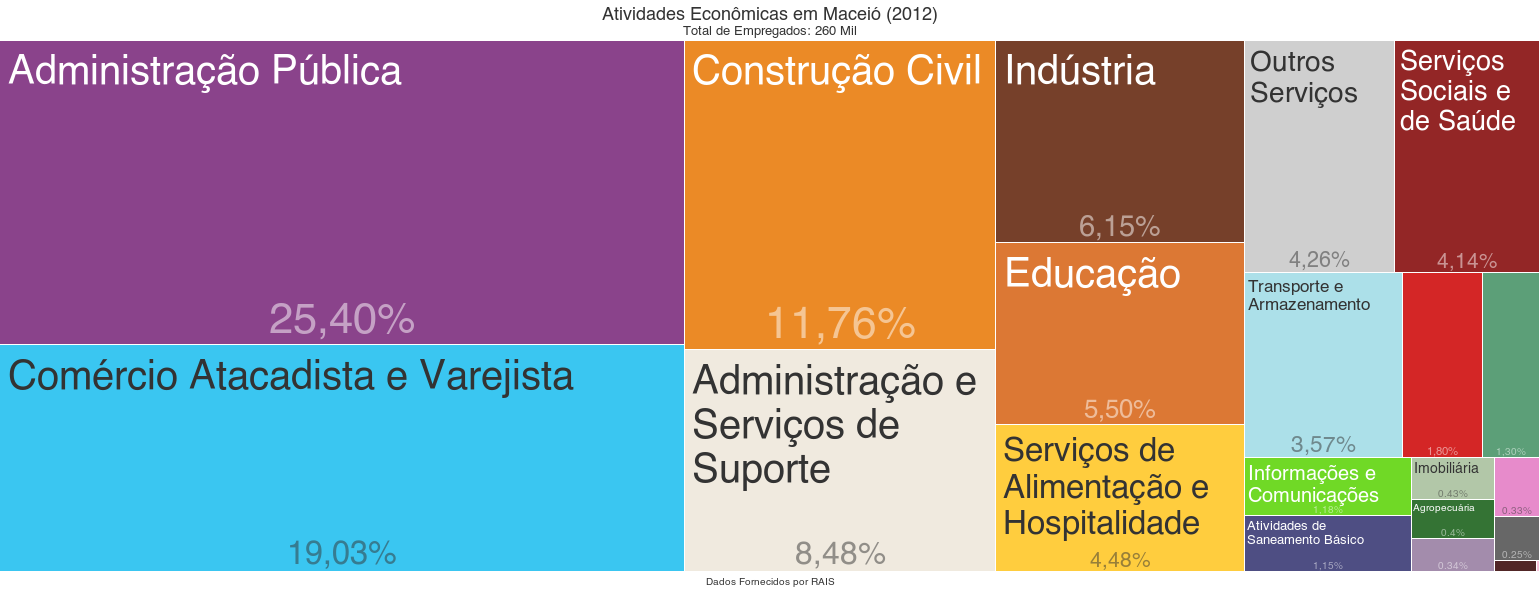
Atividades Econômicas em Maceió (2012)

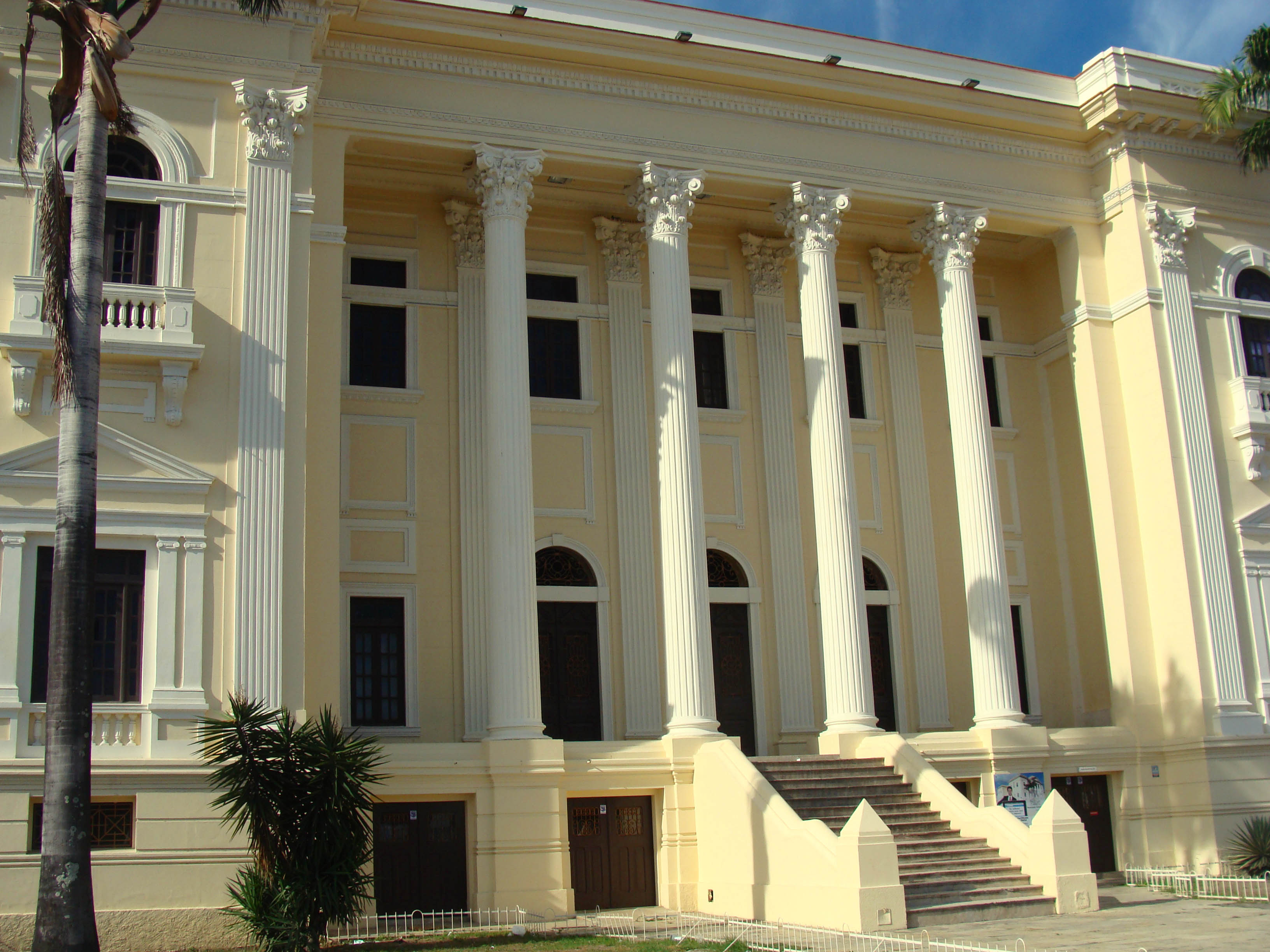
Sede da Associação Comercial de Maceió.

O município é rico em sal-gema e tem um setor industrial diversificado (indústrias químicas, açucareiras e de álcool, de cimento e alimentícias), além da agricultura, pecuária e extração de gás natural e petróleo. Municípios próximos a Maceió, como Marechal Deodoro, Pilar e São Miguel dos Campos também têm economias parecidas, mais na parte de mineração.[carece de fontes?]
Em 2004, o produto interno bruto da capital girava em torno de 6,7 bilhões de reais, à época o quinto maior entre as capitais da Região Nordeste do Brasil, número significativo que mereceu destaque por ter vindo antes do "boom" do comércio e turismo em Maceió, que ocorreu com a abertura de diversos hipermercados, hotéis, de um centro de convenções e do novo Aeroporto Internacional Zumbi dos Palmares. Em 2010, o índice de potencial de consumo da capital alagoana (0,52977) apresentava a quarta posição entre as cidades nordestinas e a vigésima posição entre todos os municípios brasileiros.
O setor primário da economia encontra-se apoiado na monocultura da cana-de-açúcar e ocupa quase toda área rural do município. Contudo, a sua participação na produção, área colhida e economia não é considerada representativa, expressando-se em apenas 0,02 por cento do total estadual (ALAGOAS, 2002).No litoral principalmente, e em algumas áreas isoladas dos tabuleiros e das encostas, destacam-se o coqueiro e algumas culturas de pomar como o cajueiro, a mangueira e a jaqueira. Os dados contidos no Censo Agropecuário do Instituto Brasileiro de Geografia e Estatística 1995/1996 demonstram pouca diversificação do setor produtivo. Com relação à utilização das terras para fins agrícolas, verifica-se um total de 17 715 hectares, onde 10 036 hectares (56,65 por cento) são lavouras permanentes e temporárias, 590 hectares (3,33 por cento) são pastagens naturais e artificiais, 4 303 hectares (24,29 por cento) são matas naturais e/ou plantadas, 2 075 hectares (11,71 por cento) são lavouras em descanso e produtivas não utilizadas e 711 hectares (4,02 por cento) são "outros" (aglomerações humanas).

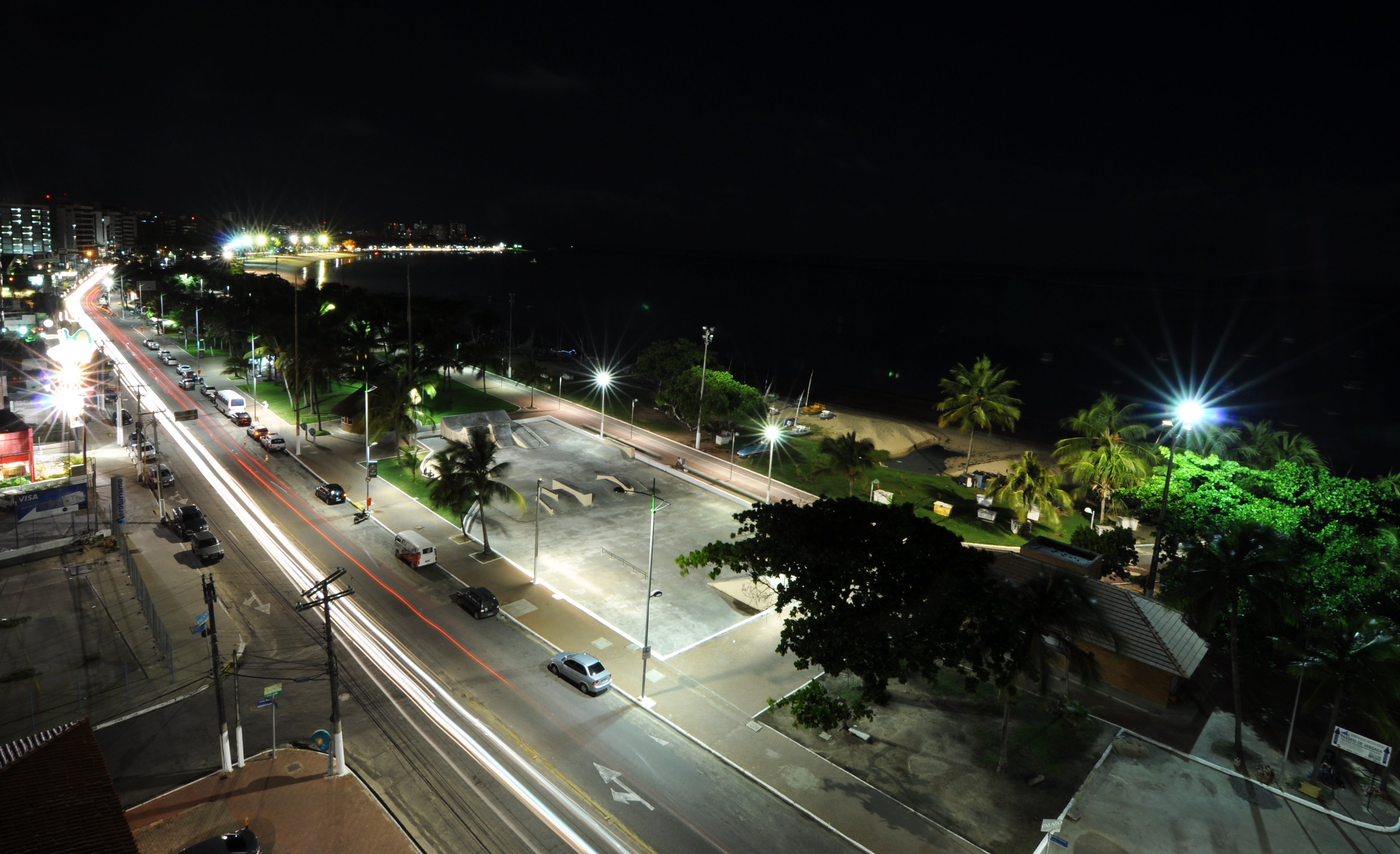
Vista à noite da Pajuçara, o bairro mais caro da cidade e o segundo mais caro da Região Nordeste.

As indústrias instaladas no município têm pouca representatividade e influência na economia nacional. Não obstante, a capital alagoana destaca-se, no estado, como principal centro industrial, notadamente nos setores químico, alimentício, metalúrgico e de plásticos. A cidade conta com mais de 1 280 estabelecimentos industriais. Maceió conta com um polo cloroquímico, que abriga a maior empresa instalada no estado, a Braskem (exploradora e beneficiadora de sal-gema), e com o Distrito Industrial Luiz Cavalcante, localizados, respectivamente, entre os bairros do Pontal da Barra e Tabuleiro do Martins. Recentemente reformado, o Distrito Industrial Luiz Cavalcante (agora denominado Polo Multissetorial Governador Luiz Cavalcante) recebeu, nos últimos meses, melhorias estruturais importantes, como pórticos de entrada e de saída, 6 km de ruas pavimentadas, 4,5 km de linhas d'água e 3 km de ciclovia, o que fez aumentar o interesse de diversas empresas em instalar-se na localidade. Diversos estabelecimentos industriais já estão ampliando ou construindo novas unidades na área.[carece de fontes?]

### Turismo
Outro ponto forte na economia do município é o turismo. Maceió possui um grande potencial de atrair turistas devido às suas belezas naturais e grande diversidade cultural. Ademais, Maceió oferece várias opções de lazer e espaços modernos para negócios, tais como o novo Centro Cultural e de Exposições de Maceió, no bairro de Jaraguá. Em setembro de 2005, foi inaugurado o Aeroporto Internacional Zumbi dos Palmares, um dos mais modernos do Brasil. O bairro de Jaraguá foi muito frequentado durante o fim dos anos 1990, com grandes investimentos da prefeitura de Maceió. Hoje em dia, o Jaraguá é um bairro comercial, dotado de bancos, museus e faculdades. O Nordeste Invest, evento de investimentos turísticos e imobiliários de âmbito internacional, aconteceu em Maceió nas edições dos anos de 2006 e 2009.[carece de fontes?]
No ano de 2011 e início de 2012, os hotéis no município estavam com 100 por cento de ocupação. Com o projeto Viva Verão da Secretaria Municipal de Esporte e Lazer em parceria com o Serviço Social do Comércio, pretende-se realizar atividades esportivas e de lazer, incentivando o turismo e o esporte. A temporada de cruzeiros 2011/2012 em Maceió começou em novembro de 2011 e se estendeu até março de 2012, trazendo cerca de 100 mil cruzeiristas em toda a temporada. Maceió recebeu os transatlânticos Costa Fortuna, Costa Mágica, Costa Pacífica, Grand Celebration, Grand Holiday, Grand Mistral, MSC Música, MSC Orchestra, Ocean Dream, Splendour Of The Seas, Crystal Synphony, Artania e o Victoria, sendo um recorde para a cidade. Em 2011, apenas sete navios de cruzeiro haviam aportado na cidade.

## Infraestrutura urbana

### Tecidos urbanos e planejamento

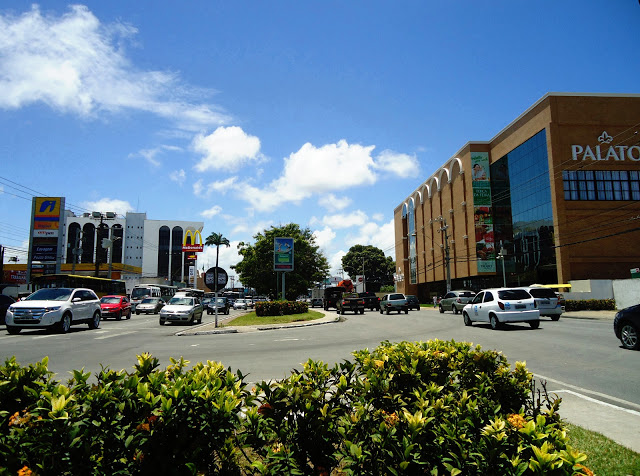
Trecho da Avenida Fernandes Lima, principal avenida da cidade.

Desde a metade do século XX, a cidade de Maceió vem acompanhando o crescimento do processo de urbanização das demais cidades brasileiras. Este crescimento resulta em uma maior demanda por espaços de habitação. O núcleo da cidade é majoritariamente térreo, enquanto os núcleos verticalizados estão concentrados nos bairros litorâneos centrais.
Passando de uma população de 27 703 pessoas em 1872 para 943 110 em 2011, este crescimento trouxe, como consequência, inúmeros problemas para a cidade. Maceió é praticamente toda servida pela rede de abastecimento de água potável, com água encanada para 90,7% das residências. Já a rede elétrica atende a 99,7% das residências. A coleta de lixo domiciliar cobre todas as regiões do município, mas ainda é insuficiente, atingindo cerca de 93,6% da demanda.
As sucessivas administrações municipais não têm conseguido superar as limitações estruturais, de ordem administrativa e financeira, para realizar investimentos na qualificação e adequação do espaço urbano. Os maiores investimentos estão voltados às regiões litorâneas, áreas de maior interesse turístico e nos pontos de maior fluxo de pedestres. Os planos ligados ao urbanismo e ao planejamento urbano foram traçados na administração de Cicero Almeida. Porém, de uma forma geral, a cidade constituiu-se ao longo do século XX, saltando de vila a cidade regional A, por meio de uma série de processos informais ou irregulares de expansão urbana. Desta forma, Maceió difere consideravelmente de cidades brasileiras como Belo Horizonte e Goiânia, cuja expansão inicial seguiu determinações de um plano e de um projeto urbano original, ou de uma cidade como Brasília, cujo plano piloto fora inteiramente desenhado previamente à construção da cidade. Muitos estudiosos e urbanistas, no entanto, alegam que tais planos foram produzidos visando ao benefício exclusivo das camadas mais abastadas da população, enquanto as camadas populares ficaram relegadas aos processos informais tradicionais.

### Mobilidade urbana e acessibilidade

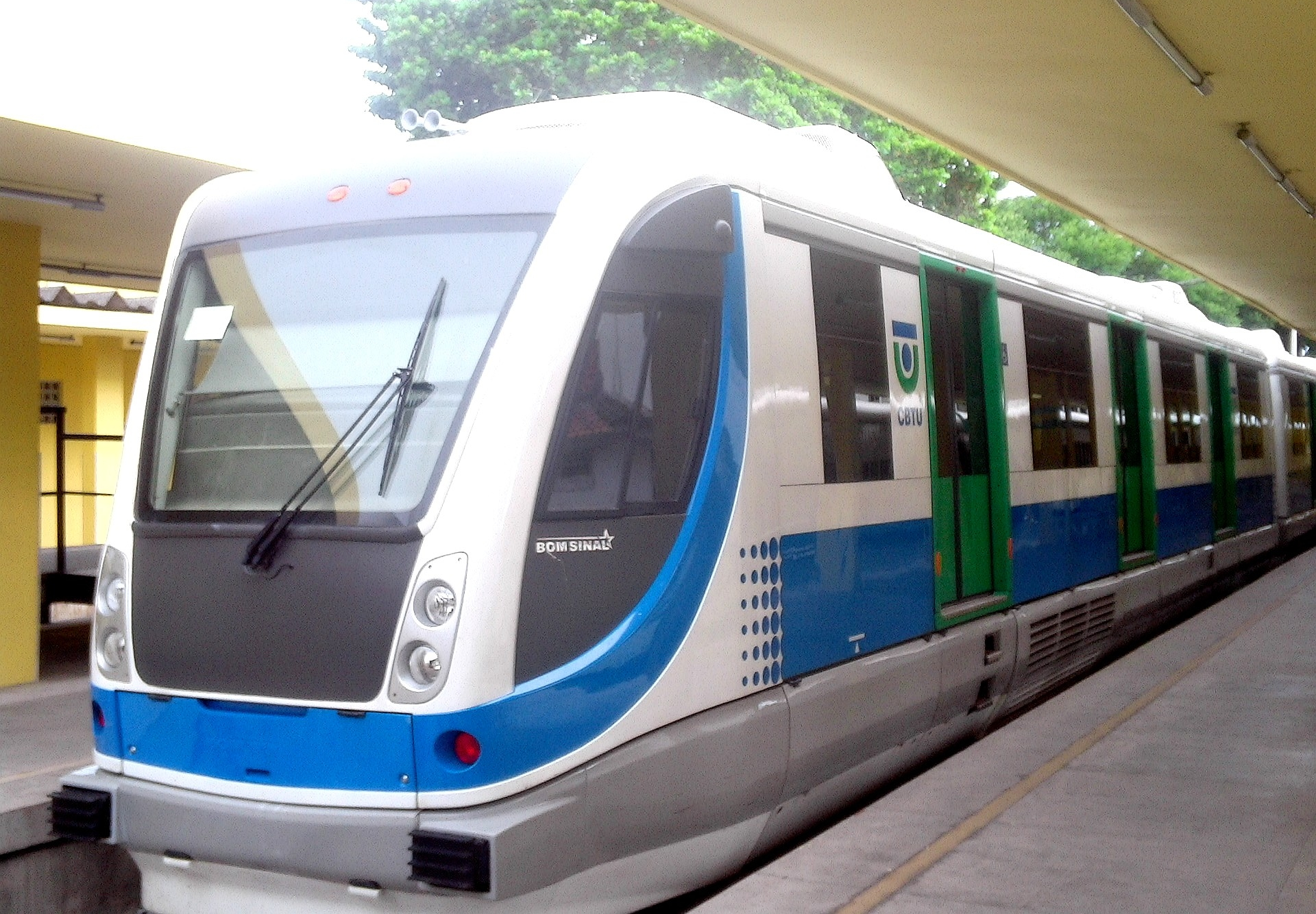
Trem do VLT de Maceió

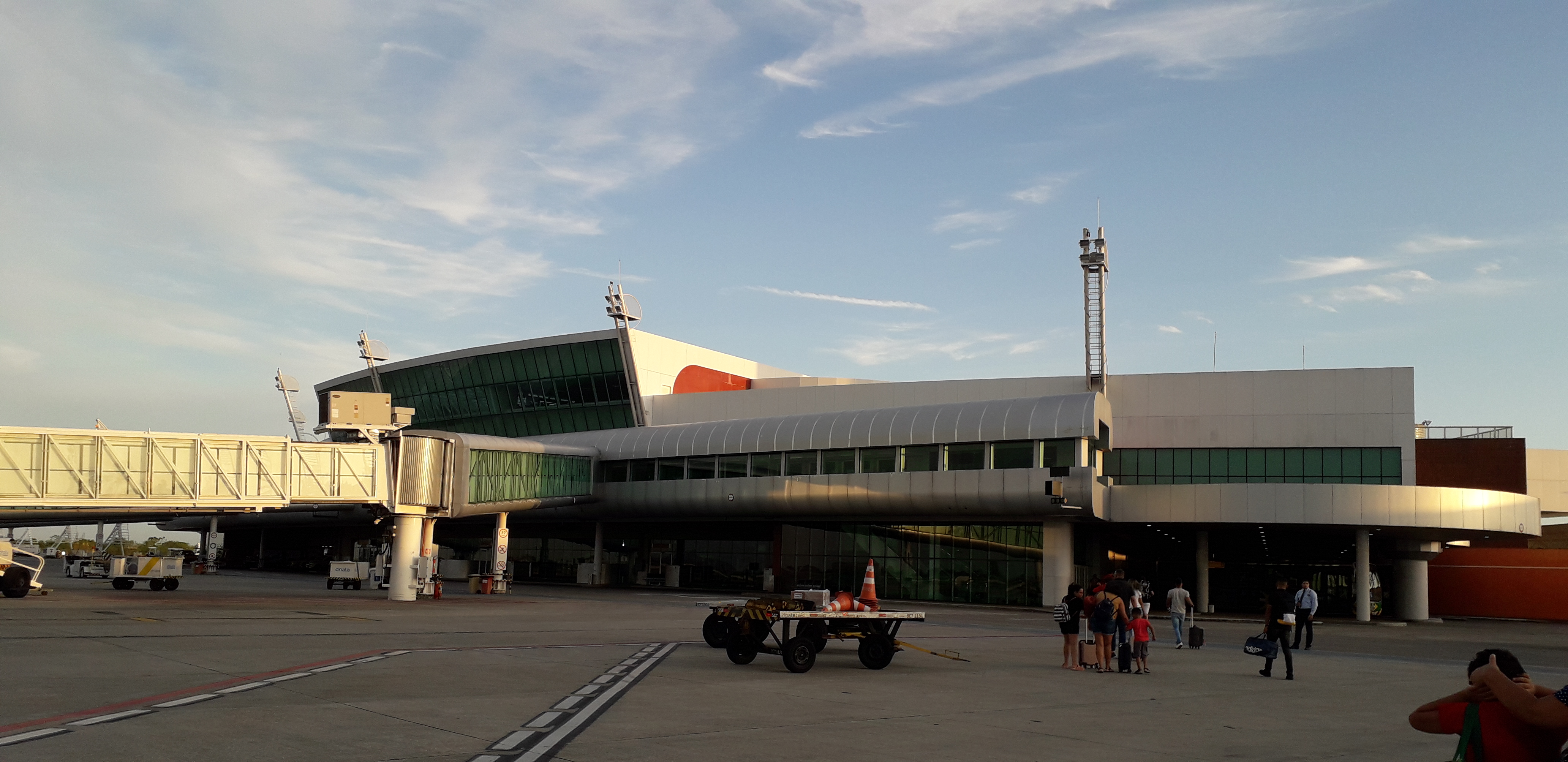
Aeroporto Internacional Zumbi dos Palmares

O Plano de Mobilidade Urbana da Cidade de Maceió do Estatuto das Cidades, Lei 10 257/2001, estuda e planeja projetos e legislações voltados para o campo da mobilidade urbana e da acessibilidade na cidade de Maceió. O Plano Setorial de Transporte Não Motorizado foi desenvolvido para valorizar e contabilizar a população que desloca-se a pé ou de bicicleta na cidade. Cerca de 34,3 por cento da população utiliza estes meios. Outros projetos estão sendo propostos, como o Projeto de Lei para Calçadas e Travessias, que dá prioridade para os pedestres.[carece de fontes?]
O sistema viário do município é notadamente heterogêneo, especialmente do ponto de vista rodoviário. A cidade é cortada por três grandes vias que têm papel estruturador: a Fernandes Lima e Durval de Góes Monteiro (BR-104) e a Avenida Menino Marcelo (BR-316). Estas três "artérias" são consideradas as principais vias estruturais (ou vias expressas) do município. A cidade possuía uma frota de 206 469 veículos em 2010.[carece de fontes?]
Maceió conta com uma frota de cerca de 1 502 mil unidades entre ônibus comuns e micro-ônibus. Apesar disso, grande parte dos usuários queixa-se da falta de melhores condições dos ônibus em circulação na capital. As empresas de ônibus permissionárias em Maceió são: Real Alagoas, Cidade de Maceió, São Francisco e Veleiro. Os trens da Companhia Brasileira de Trens Urbanos são, de maioria, antigos, assim como alguns de seus vagões, mas hoje o VLT de Maceió possui um papel importante para o município. Sua passagem, comparada com a do ônibus, é barata e liga o Centro de Maceió até Rio Largo, passando pelos bairros históricos de Bebedouro e de Fernão Velho, bem como pelo município de Satuba e Rio Largo.[carece de fontes?]
Só existem cinco ciclovias na cidade: uma na beira-mar, uma no polo multissetorial, uma na orla lagunar, e nas Avenidas Marcio Canuto e Josepha de Melo. A questão da ciclovia também é tratada no plano diretor, que prevê a construção de várias delas entre as principais avenidas da cidade. Os bairros com maior concentração de bicicletas são: Clima Bom, Tabuleiro do Martins, Benedito Bentes, Fernão Velho, Centro, Vergel do Lago, Trapiche da Barra, Mangabeiras e Jacintinho.[carece de fontes?]
O Aeroporto Internacional Zumbi dos Palmares conta com um sistema de cogeração de energia e capacidade para 4,6 milhões de passageiros por ano. O aeroporto foi construído com recursos da Infraero, Governo Federal e Governo Estadual. Além disso, o aeroporto está plenamente habilitado para operar voos internacionais, o que acontece com maior frequência na temporada de verão. Em 2009, apresentou movimento de mais de 1 milhão passageiros, dos quais mais de 22 000 provenientes de voos internacionais vindos da Itália, Argentina, Chile, Alemanha, Portugal, Estados Unidos, Inglaterra, França, Espanha, entre outros países.[carece de fontes?]
O porto de Jaraguá, ou Porto de Maceió, está localizado no bairro de Jaraguá, entre as praias de Pajuçara e Avenida. É administrado pela Companhia Docas do Rio Grande do Norte - CODERN por meio da Administração do Porto de Maceió (ADPM), e tem o maior terminal açucareiro do mundo, além de ser um dos mais movimentados do Nordeste. O porto conta com um arado capaz de operar navios das frotas mais modernas do mundo, do tipo pós-panamax, com cerca de 200 metros de comprimento. Em 2006, o movimento acumulado foi de mais de 3,6 milhões de toneladas.

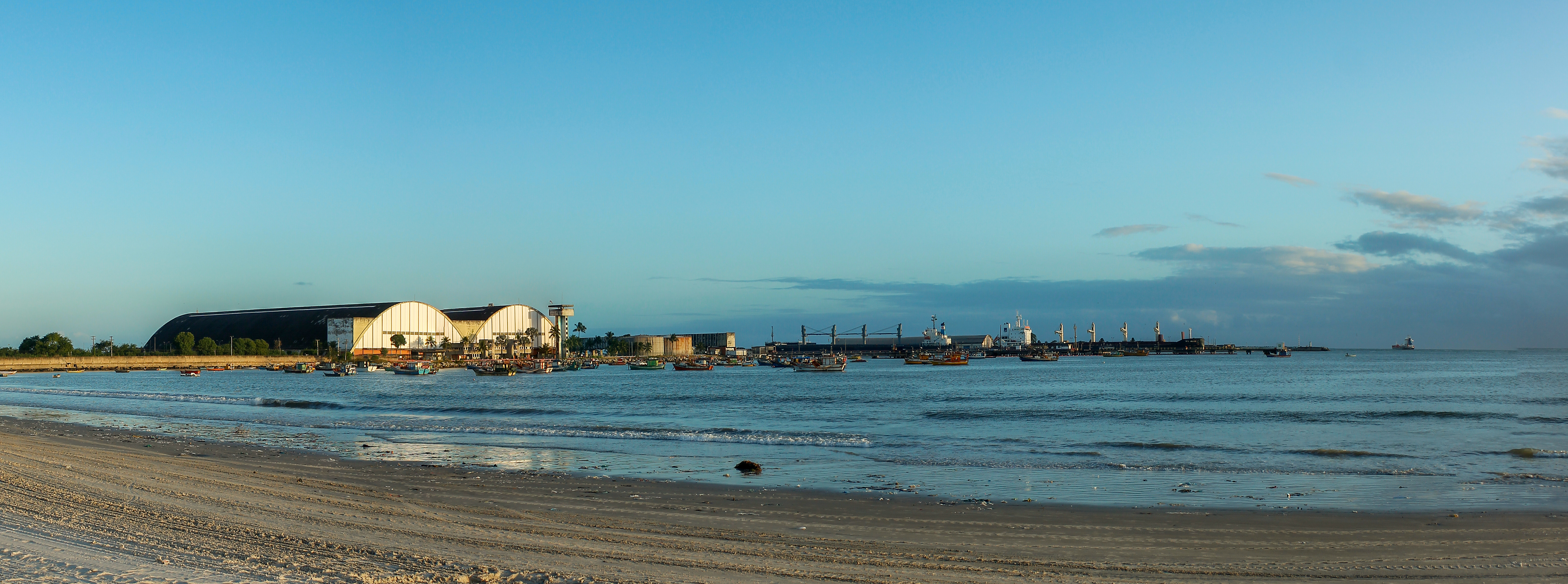
Vista panorâmica do Porto de Jaraguá, um dos principais portos do Brasil.

A subsidência do solo de Maceió causada pela mineração do salgema causou uma ruptura muito grande na mobilidade de Maceió.

### Educação e ciência

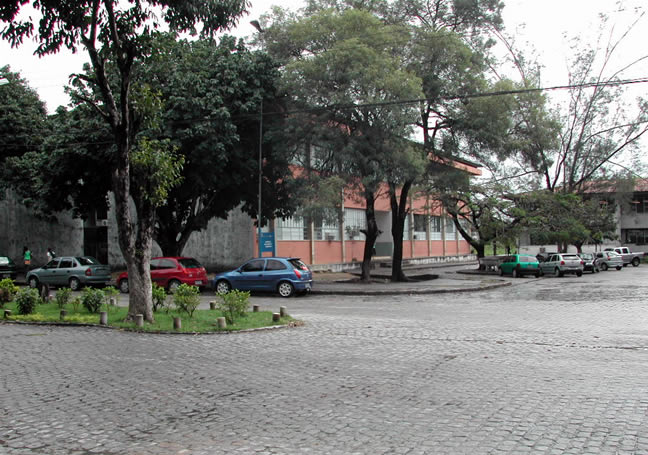
Instituto de Geografia, Desenvolvimento e Meio Ambiente (IGDema), Campus A.C. Simões da Universidade Federal de Alagoas

O IDH-E do município atingiu, em 2000, a marca de 0,834 – patamar consideravelmente elevado, em conformidade aos padrões do Programa das Nações Unidas para o Desenvolvimento ao passo que a taxa de analfabetismo indicada pelo último censo demográfico do Instituto Brasileiro de Geografia e Estatística teve uma queda, de 24,3 por cento em 1991 para 18,8 por cento em 2000.
Tomando, por base, o relatório do Índice de Desenvolvimento da Educação Básica de 2009, Maceió obteve a vigésima quinta entre as capitais brasileiras no fundamental I, e a vigésima sétima colocação no fundamental II. Na classificação geral do Exame Nacional do Ensino Médio de 2011, das dez melhores instituições de ensino de Maceió, somente uma é pública: o Instituto Federal de Alagoas - IFAL, que obteve a quinta colocação.
Entre as muitas instituições de ensino superior, podem-se destacar: a Universidade Federal de Alagoas, Universidade Estadual de Ciências da Saúde de Alagoas e Universidade Estadual de Alagoas. O município também possui universidades particulares de grande reputação, como o Centro de Estudos Superiores de Maceió (CESMAC) e o Centro Universitário Tiradentes (UNIT).

### Comunicação
A cidade possui diversos meios de comunicação. Os serviços de internet são oferecidos pelas operadoras Oi, Vivo e Sky. O serviço de telefonia fixa é oferecido pelas operadoras Oi, Claro e Vivo. No setor de tevês por assinatura, estão presentes Sky, Claro TV, Vivo TV e Oi TV.
A cidade é o centro da comunicação do estado: é sede dos maiores jornais impressos e on-line, como: o jornal Gazeta de Alagoas, pertencente à Organização Arnon de Mello; Primeira edição; Tudo na hora; entre outros. Além disso, grande parte das emissoras abertas de televisão do estado estão localizadas em Maceió, como: TV Ponta Verde, TV Gazeta, TV Pajuçara, TV Farol, TV Cidade e TV Maceió. Existe uma por assinatura, TV Maceió. No dia 29 de novembro de 2010, a televisão digital foi implantada no estado, inicialmente na cidade de Maceió.

## Cultura

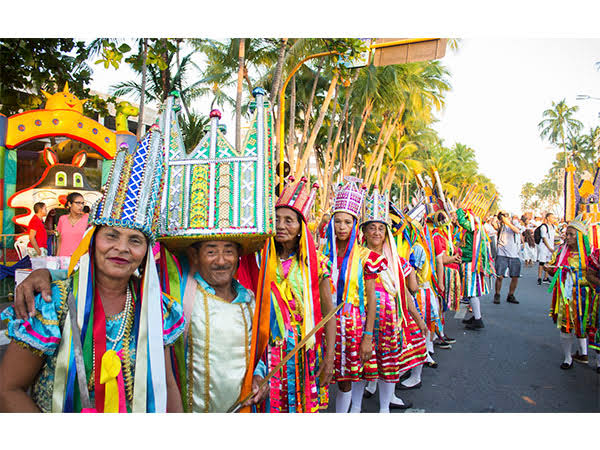
Manifestação cultural do folguedo Guerreiro de Alagoas, patrimônio imaterial do Estado de Alagoas.

A cidade de Maceió tem uma cultura marcante, representada principalmente pelo seu rico folclore, além, claro, de seus artistas, escritores e músicos tal qual Djavan, Hermeto Pascoal, Graciliano Ramos, Jorge de Lima. Dentre as manifestações folclóricas há os folguedos, tais como:
Caboclinho, Carvalhada, Chegança, Coco Alagoano, Festa de Reis, Guerreiro, Pastoril, Reisado, Quilombo, Zabumba e, também, o artesanato representado pelo filé e pela cerâmica, que encanta a todos por sua criatividade, originalidade e beleza.
A cidade conta com vários locais de comercialização de sua cultura e artesanato. Maceió, em 2002, foi escolhida como a capital da cultura, com a Feirinha da Pajuçara, Feirinha do Mercado e o Cheiro da Terra. Este último, após um incêndio em dezembro de 2005, foi transferido da Jatiúca para a Ponta Verde e agora está localizado em Jaraguá, com o nome de Artesanato dos Guerreiros, na Praça Visconde de Sinimbu.
Em 2002, a cidade foi escolhida para ser a terceira Capital Americana da Cultura, sucedendo Iquique. Foi a primeira cidade brasileira a conseguir este título.

### Museus e bibliotecas

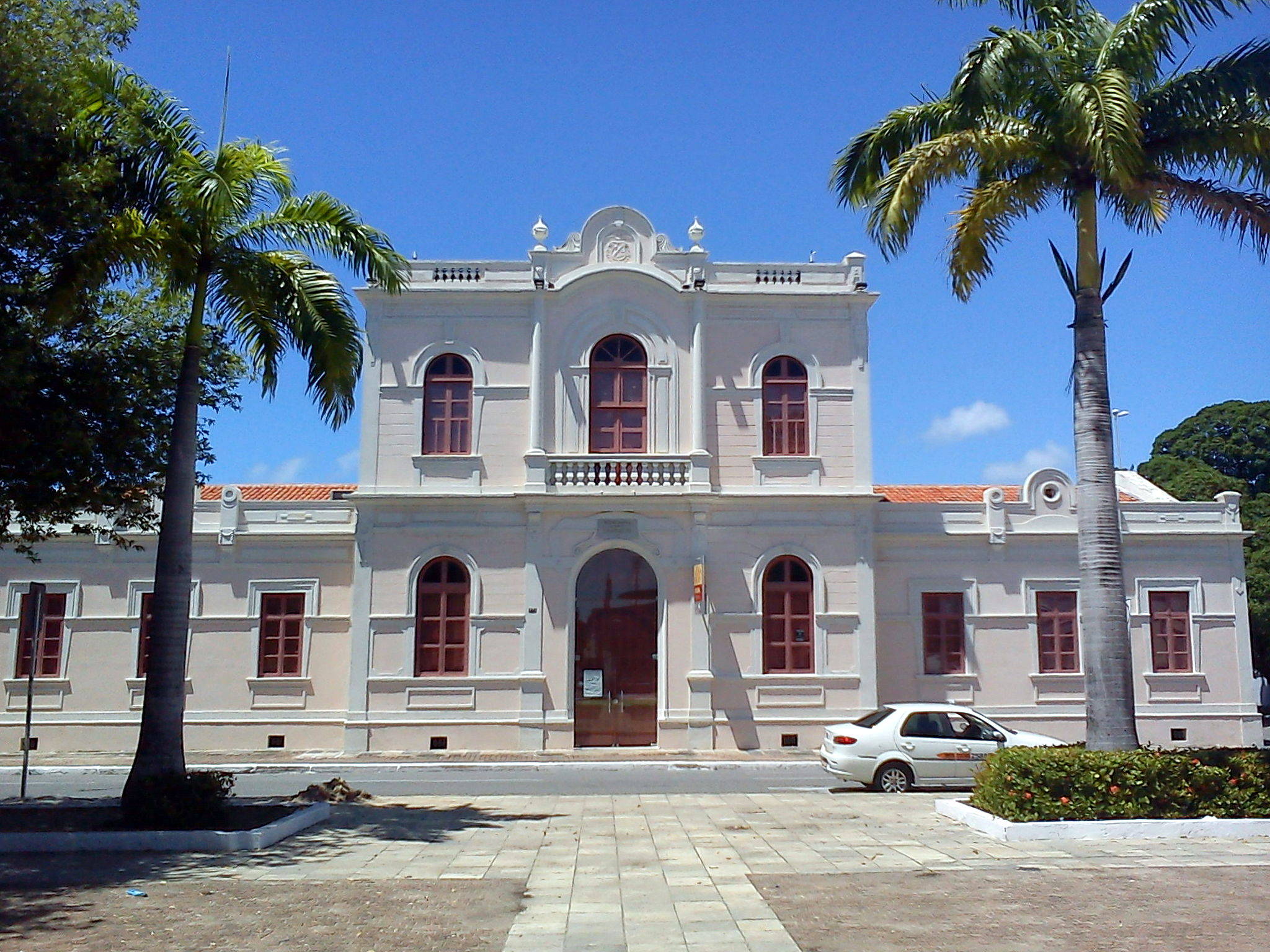
Museu da Imagem e do Som

Maceió possui vários museus, bibliotecas e instituições culturais. O Museu Palácio Floriano Peixoto conta com mobiliário do final do século XIX e início do século XX; prataria, cristais e objetos decorativos; pinturas de Rosalvo Ribeiro e outros artistas alagoanos.
O Museu Théo Brandão possui um grande acervo de arte popular que foi doado pelo patrono Théo Brandão. É composto por peças de vários países como: Espanha, Portugal, México, além de obras brasileiras constituem o acervo do museu. Durante período natalino, desde 2005, o Museu recebe uma iluminação especial, dentro do programa Natal de Luz, da Eletrobrás.
O Museu do Instituto Histórico e Geográfico de Alagoas possui um rico acervo é composto basicamente por: telas de pintores famosos, documentos históricos, objetos e peças pertencentes aos cultos afro-brasileiros do começo do século XX, utensílios indígenas, armas que pertenceram a Lampião, móveis em variados estilos etc. No museu, também encontra-se o mais completo acervo afro-brasileiro do país.
O Museu de Arte Brasileira tem um acervo composto de imagens, em sua maioria, nordestinas dos séculos XVII, XVIII e XIX. Cerâmica, prataria, mobiliário, desenhos, pinturas brasileiras e estrangeiras formam o acervo do museu. Localizado em um antigo armazém, no bairro de Jaraguá.
O Museu do Esporte tem um acervo formado por fotografias do futebol alagoano, brasileiro e mundial, além de revistas, jornais, camisas, taças, medalhas e outros objetos que contam a história do futebol. É possível conferir os melhores dribles, lances e gols, com os diversos vídeos que lá estão.
O Museu da Imagem e do Som mantém parte da memória maceioense registrada em fotos, fitas K-7 e fitas de vídeo. Lá, se podem encontrar dados sobre os principais acontecimentos políticos, sociais e artísticos do estado. O prédio foi construído no século XIX, mais precisamente em 1869. Ao seu fundo, se encontra um modelo da Estátua da Liberdade, feita pela Fundição Val d'Osne na virada do Século XIX para o XX.
O Museu de História Natural - UFAL é parte da Universidade Federal de Alagoas e foi criado como um órgão suplementar de natureza técnico-cultural. O MHN vem dando apoio científico-cultural às atividades de ensino, pesquisa, extensão e cooperação técnica, no campo das ciências naturais, aos estudantes, professores, pesquisadores, técnicos e à comunidade em geral. Hoje, passou a receber alunos do ensino médio através do órgão de apoio à pesquisa do estado. O MHN apoia as atividades científico-culturais de ensino, pesquisa, extensão e cooperação técnica, no campo das ciências naturais, principalmente, no estado de Alagoas.
Em péssimas condições de estrutura e funcionamento, as bibliotecas públicas são um dos poucos meios de pesquisas bibliográficas em Alagoas. Destacam-se: a Biblioteca Pública Estadual de Alagoas; a Biblioteca Central da Universidade Federal de Alagoas, localizada no câmpus A. C. Simões, em Tabuleiro do Martins; e a Biblioteca Pública e Arquivo Público Estadual em Jaraguá.

### Teatro e cinema

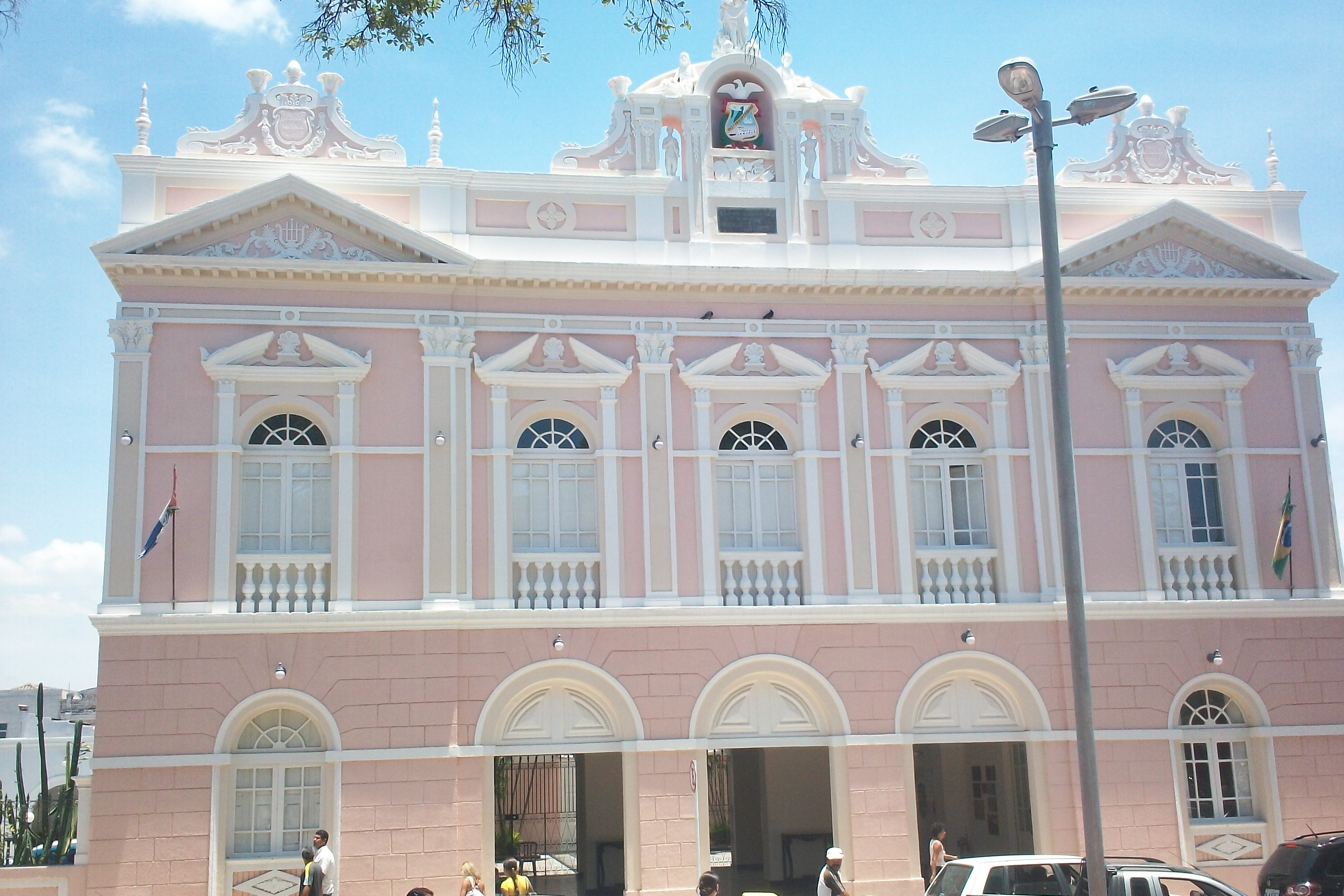
Teatro Deodoro

Duas instituições são importantes. Uma delas é o teatro Gustavo Leite, localizado no interior do Centro Cultural e de Exposições de Maceió. Ele é o maior de Maceió e possui capacidade para 1 251 pessoas sentadas. A outra instituição é o teatro Deodoro, com construção iniciada em 1905 e terminada em 1910. Ele está construído no estilo neoclássico com reflexos do barroco. Nos lados da fachada principal do teatro, encontram-se as seguintes frases em latim: Castigat ridendo mores ("É rindo que se castigam os costumes") e Ars longa, vita brevis ("A arte supera a vida"). Destacam-se outros teatros como o Teatro Multiplex Gustavo Leite em Jaraguá, o teatro de Arena, o teatro do SESC (Jofre Soares), o Teatro de Bolso Lima Filho no Centro, o teatro do Colégio Marista e o teatro Linda Mascarenhas no Farol, o teatro do Ifal no Poço e o teatro SESI na Pajuçara.
Alagoas investe muito em suas produções cinematográficas. É na capital que acontecem as grandes estreias de filmes e documentários que marcam a história do estado. Possui cinemas como o Cinesystem, no Parque Shopping Maceió, com 9 salas, sendo 2 salas VIP. O Centerplex, no Pátio Maceió, conta com 5 salas, sendo 2 salas com Projeção Digital 3D Dolby Digital. A Lumière Empresa Cinematográfica (Shopping Farol) possui 2 Salas Digitais. O Kinoplex Maceió (Maceió Shopping) possui 6 salas, sendo 2 salas com Projeção Digital 3D Dolby Digital. O Cine SESI Pajuçara - Centro Cultural SESI possui uma sala multiplex.

### Esportes

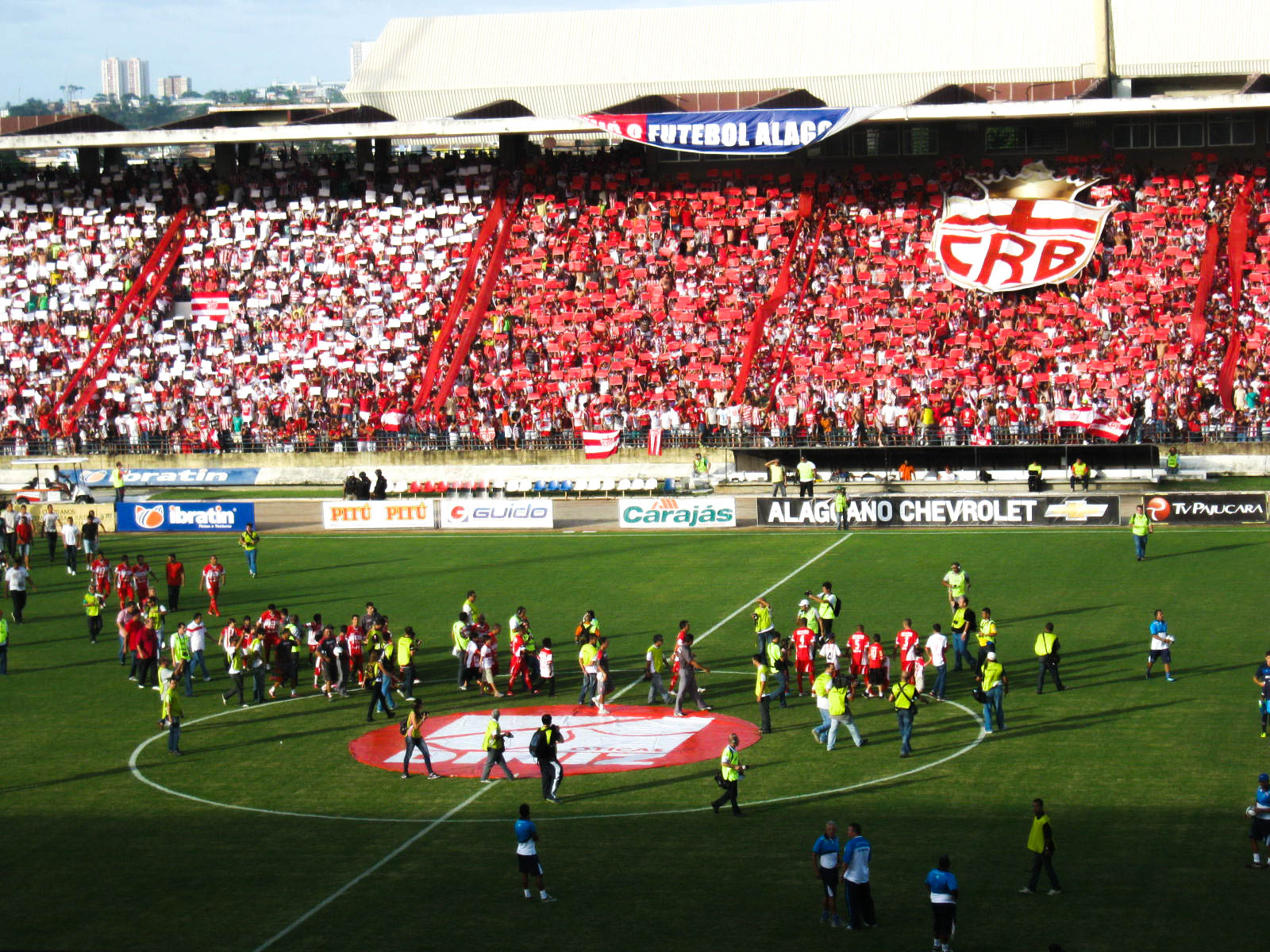
Estádio Rei Pelé

O município possui um dos mais famosos estádios do Brasil, o Estádio Rei Pelé, conhecido popularmente como "Trapichão", com capacidade para 19 mil torcedores, com uma infraestrutura completa para futebol, atletismo e transmissão de jogos por tevê ou rádio. Atualmente, Maceió tem dois grandes times de futebol: o Centro Sportivo Alagoano, mais conhecido por CSA, com o maior número de títulos do Campeonato Alagoano de Futebol profissional (38 títulos), e que, em 2019, disputou a Série A do Campeonato Brasileiro. Sua sede é no bairro do Mutange. E o Clube de Regatas Brasil (possui 29 títulos), mais conhecido por CRB, que representou o estado na Série B 2019, com sede no bairro da Pajuçara. Quando estes dois times se encontram, acontece o "clássico das multidões", como é conhecido o maior clássico do futebol alagoano. Evento este que movimenta a cidade durante a semana que antecede a partida, e para a mesma quando o dia do jogo chega.
Além do futebol, Maceió realizou, em 2011, a I Paraolimpíada de Maceió, cujo objetivo é reunir os atletas portadores de alguma necessidade especial, incentivando a prática de exercícios físicos. A abertura ocorreu no Ginásio Tenente Madalena, no bairro da Cambona. A olimpíada é apoiada pela Secretaria Municipal de Esporte e Lazer. Outros esportes se destacam na cidade, como o rugby, com a equipe Cães da Areia Rugby Clube conquistando o segundo e o terceiro lugar no Nordeste Sevens em 2008 e o terceiro lugar no Campeonato Nordestino de Rugby em 2009. A natação, atletismo, ciclismo e surfe também são muito praticados na cidade.

### Festividades Anuais
| Data           | Evento                                 | Nota                      |
| -------------- | -------------------------------------- | ------------------------- |
| 6 de janeiro   | Festa de Reis                          | Festa religiosa           |
| 20 de janeiro  | São Sebastião                          | Festa religiosa           |
| 19 de março    | São José                               | Festa religiosa           |
| 13 de junho    | Santo Antônio                          | Festa junina              |
| 24 de junho    | São João                               | Festa junina              |
| 29 de junho    | São Pedro                              | Festa junina              |
| 27 de agosto   | Nossa Senhora dos Prazeres (padroeira) | Festa religiosa e feriado |
| 16 de setembro | Emancipação Política de Alagoas        | Feriado Estadual          |
| 12 de outubro  | Nossa Senhora Aparecida                | Festa religiosa e feriado |
| 5 de dezembro  | Fundação da Cidade de Maceió           |                           |
| 8 de dezembro  | Nossa Senhora da Conceição e Iemanjá   | Festa religiosa e feriado |
| 9 de dezembro  | Emancipação política de Maceió         | Feriado municipal         |
| 13 de dezembro | Santa Luzia                            | Festa religiosa           |
| 25 de dezembro | Natal                                  | Festa religiosa           |